# Trans-Arabische pijpleiding

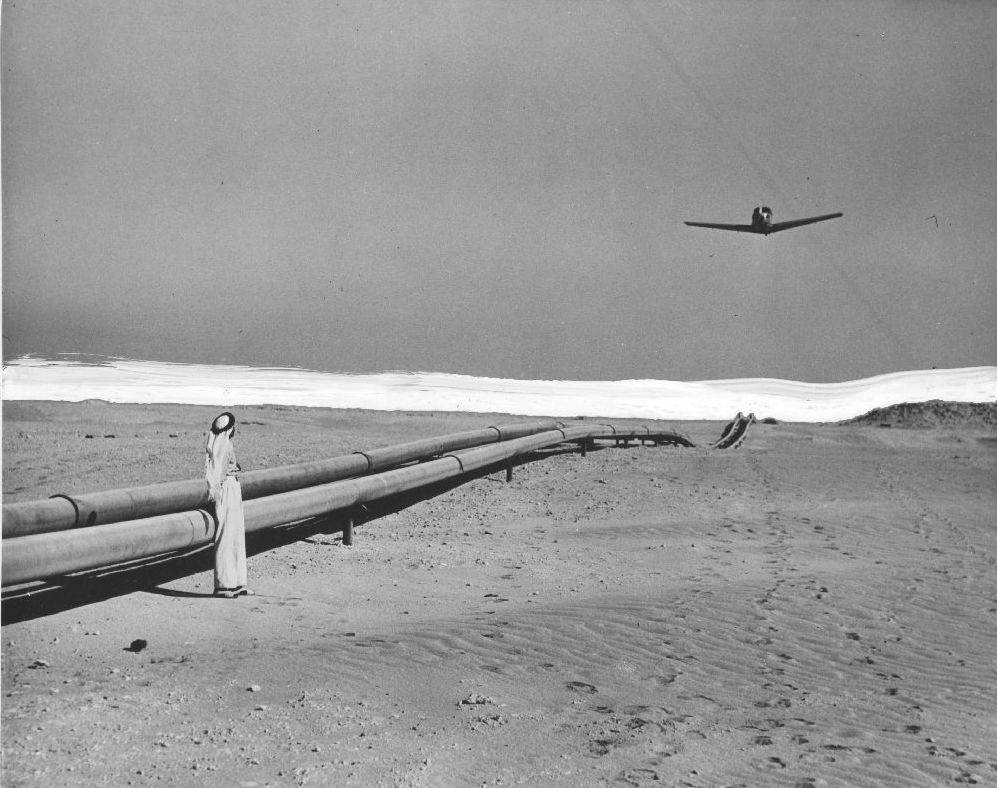
Ryan Navion vliegt over de Tapline

De trans-Arabische pijpleiding (Engels acroniem: Tapline) is een pijpleiding voor aardolietransport die loopt van Qaisuimah aan de Perzische Golf in het olierijke oosten van Saoedi-Arabië tot Sidon in Libanon aan de Middellandse Zee. De pijpleiding werd van 1947 tot 1950 aangelegd voor het transport van Saoedische olie naar het Westen en speelde decennialang een belangrijke rol hierin. Na 1976 verminderde het belang en sinds 1990 is ze buiten gebruik. De trans-Arabische pijpleiding is 1214 kilometer lang en heeft een diameter van 76 centimeter. De oorspronkelijke capaciteit van 300.000 vaten per dag werd uiteindelijk vergroot tot 500.000 vaten met de toevoeging van pompstations die overigens alle op Saoedische bodem lagen.

## Geschiedenis
De Trans-Arabian Pipeline Company was een joint venture van het toenmalige Standard Oil of New Jersey, nu ExxonMobil met Standard Oil of California, nu Chevron, de Texas Oil Company, nu onderdeel van Chevron en Socony Vacuum, nu behorende tot ExxonMobil. Deze Amerikaanse oliemaatschappijen waren toen de eigenaars van wat nu Saudi Aramco is. Om de olie die hun bedrijf won bij de Perzische Golf sneller en goedkoper naar het Westen te brengen besloten ze een pijpleiding aan te leggen. Die zou oorspronkelijk uitkomen in Haifa dat toen onder Brits mandaat stond, maar na de oprichting van Israël in 1948 werd een alternatieve route gekozen. De bouw zou in oost en west tegelijk beginnen maar politieke strubbelingen in het Westen hielden de aanvang daar tot 1949 op. Op 25 september 1950 werden de twee uiteinden dan toch aan elkaar gelast en op 10 november dat jaar bereikte de eerste olie Libanon. De pijpleiding was op dat moment de langste ter wereld.
Na de Zesdaagse Oorlog in 1967 kwam een stuk van de pijpleiding dat door de Golanhoogte liep onder Israëlische controle. Zij lieten het transport gewoon doorgaan. Onder de moeilijke politieke omstandigheden was er regelmatig sabotage, er was onenigheid over de doorvoertaksen en in de jaren zeventig verschenen ook de supertankers. In 1976 werd het transport voorbij Jordanië afgebroken en in 1983 werd het eindstation aan Libanon overgedragen. Het overige stuk bleef nog in beperkte mate in gebruik tot 1990, toen Saoedi-Arabië de doorvoer afsloot als reactie op Jordanië's steun aan Irak tijdens de Golfoorlog. De pijpleiding is in handen van Saudi Aramco dat op zijn beurt geheel eigendom is van de Saoedische staat.